# 253 TCN
253 TCN là một năm trong lịch La Mã.